# Ҝ
La Ka con trazo vertical (Ҝ ҝ; cursiva: Ҝ ҝ) es una letra de la escritura cirílica. Su forma se deriva de la letra ka (К к) mediante la adición de un trazo a través de la barra horizontal corta en el centro de la letra.
Ka con trazo vertical se usa en el idioma azerbaiyano, donde representa la oclusiva palatal vocal /ɟ/, similar a la pronunciación de ⟨g⟩ en “angular” en inglés. La letra correspondiente en el alfabeto latino es ⟨G g⟩, y el nombre de la letra es ge (ҝе, ˈɟɛ).

## Códigos informáticos
| Carácter      | Ҝ                                              | Ҝ                                              | ҝ                                              | ҝ                                              |
| ------------- | ---------------------------------------------- | ---------------------------------------------- | ---------------------------------------------- | ---------------------------------------------- |
| Unicode       | LETRA MAYÚSCULA CIRÍLICA KA CON TRAZO VERTICAL | LETRA MAYÚSCULA CIRÍLICA KA CON TRAZO VERTICAL | LETRA MINÚSCULA CIRÍLICA KA CON TRAZO VERTICAL | LETRA MINÚSCULA CIRÍLICA KA CON TRAZO VERTICAL |
| Codificación  | decimal                                        | hex                                            | decimal                                        | hex                                            |
| Unicode       | 1180                                           | U+049C                                         | 1181                                           | U+049D                                         |
| UTF-8         | 210 156                                        | D2 9C                                          | 210 157                                        | D2 9D                                          |
| Ref. numérica | &#1180;                                        | &#x49C;                                        | &#1181;                                        | &#x49D;                                        |